# DeepL Translator
A DeepL Translator 2017. augusztus 28-án indított ingyenes, neurális gépi fordítási szolgáltatás, amelyet a kölni székhelyű DeepL GmbH (Linguee) fejlesztett ki. Pozitív sajtóvisszhangot kapott, amely azt állította, hogy pontosabb és árnyaltabb, mint a Google Fordító. Idegen nyelvről magyarra és magyarról más nyelvekre 2021. március 17. óta fordít.
A DeepL jelenleg az alábbi 33 nyelv és 552 nyelvpár között kínál fordításokat: angol (amerikai és brit), arab, bolgár, cseh, dán, észt, finn, francia, görög, holland, indonéz, japán, kínai (egyszerűsített és hagyományos írásmód), koreai, lengyel, lett, litván, magyar, német, norvég (bokmål), olasz, orosz, portugál (brazil és európai), román, spanyol, svéd, szlovák, szlovén, török és ukrán.
A DeepL honlapján nincsenek hirdetések. A cég egy fordítói alkalmazásprogramozási felület licencelésével tervez pénzt keresni.

## A fordítás módszertana
Az algoritmus és a forráskód zárt forráskódú és védett. A szolgáltatás konvolúciós neurális hálózatokat (CNN) használ, amelyeket a Linguee adatbázisával képeztek ki. A szolgáltatás neurális hálózatokon alapul, de a technika részleteit nem hozták nyilvánosságra. A fejlesztők szerint a szolgáltatás a neurális hálózatok újabb, sokkal továbbfejlesztett architektúráját használja, ami a konkurens szolgáltatásokhoz képest természetesebb hangzású fordításokat eredményez. A fordítást egy 5,1 petaflops teljesítményt elérő szuperszámítógép segítségével generálják, amelyet Izlandon, vízenergiával működtetnek. A CNN-ek általában véve valamivel alkalmasabbak hosszú, összefüggő szókapcsolatokra, de a konkurencia eddig nem használta őket a rekurrens neurális hálózatokkal szembeni gyengeségeik miatt. A gyengeségeket a DeepL honlapon további trükkökkel kompenzálják, amelyek közül néhány nyilvánosan ismert.
A .docx formátumú Word-dokumentumok, valamint a PowerPoint-prezentációk (.pptx) is lefordíthatók. A lábjegyzetek, a formázás és a beágyazott képek megmaradnak.
A DeepL Translator 2018. december 5-én portugál és orosz nyelvvel, 2020. március 19-én pedig kínai (egyszerűsített írásmódú) és japán nyelvvel bővült. 2021 márciusában további 13 európai nyelvvel bővült.
2018 júliusában ingyenes és nem hivatalos böngészőbővítményt adtak ki a Google Chrome és a Firefox számára, majd további Chrome-bővítmények is megjelentek hozzá.
A DeepL 2019 szeptemberében kiadta a Microsoft Windows és a macOS számára készült fordítószoftvert.
Elve egy indexelő robotra épül, amely a weboldalakon már meglévő fordításokat gyűjti össze.

## Statisztika

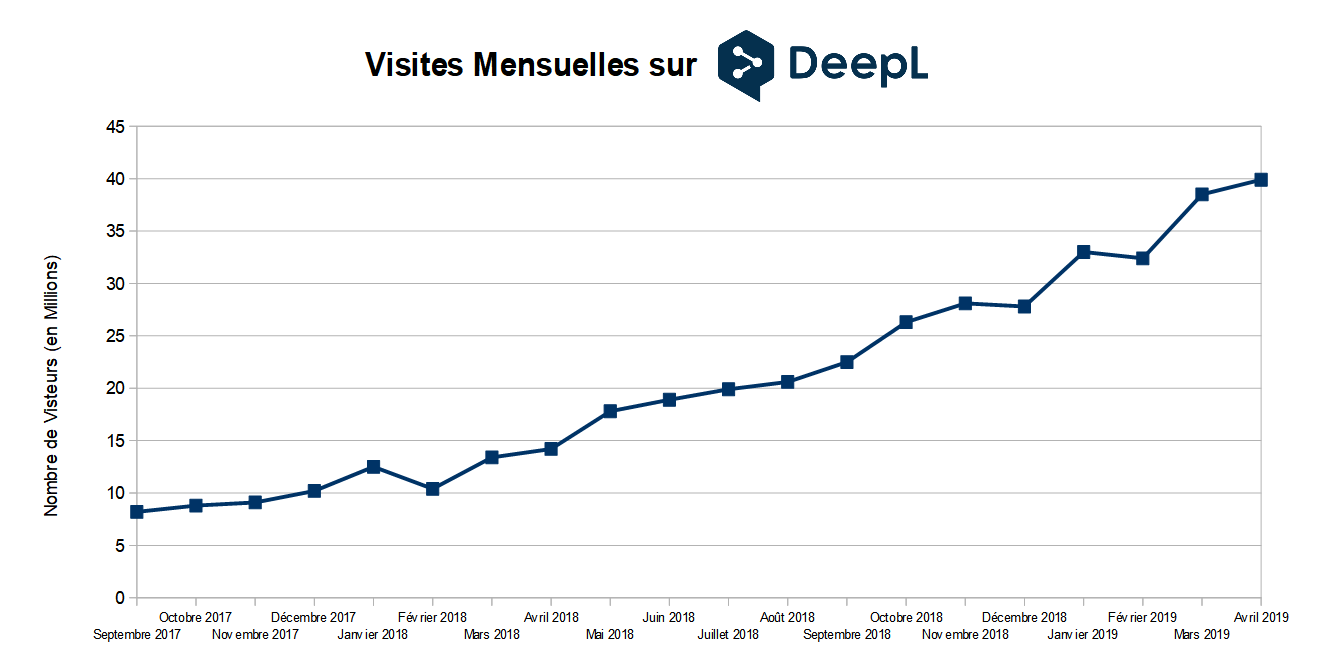
A DeepL látogatószámának változása

A Cutestat.com aggregátor adatai szerint 2019 januárjában a DeepL Translator weboldalnak mintegy 312 000 egyedi felhasználója volt naponta és 2,5 millió oldalletöltése. Bár a DeepL Translator oldalon jóval kevesebb nyelven érhető el fordítás, mint a konkurens fordító weboldalaknál, mégis a világ leglátogatottabb webhelyeinek Alexa-rangsorában a 2149. helyen áll. Németországban a 276. helyen áll, az oldal felhasználóinak 30%-a érkezik Németországból, majd ezt követi Franciaország, Svájc, Spanyolország és Olaszország. 2018 augusztusában az oldal átlépte a 20 milliós felhasználói küszöböt. 2019. május 12-én a forgalom 21,8%-a Németországból, 17,4%-a Franciaországból, 10%-a Spanyolországból, 7,9%-a Svájcból és 4,1%-a Lengyelországból származott.
A toptools4learning.com rangsorában, amelyet 58 ország mintegy 3000 válaszadójából álló minta alapján állítottak össze, a DeepL Translator a második egymást követő évben a 150. helyen szerepelt, egyéni termelékenységet szolgáló szoftverként minősítve.
Fő versenytársai a Google Fordító, a Microsoft Translator és a Yandex Translate.